# Stadion w Mogadiszu
Stadion w Mogadiszu – wielofunkcyjny stadion w stolicy Somalii, Mogadiszu. Służy również jako stadion narodowy i posiada obiekty do lekkoatletyki, piłki nożnej, koszykówki, siatkówki i tenisa. Swoje mecze rozgrywa na nim reprezentacja Somalii w piłce nożnej. Stadion może pomieścić 35 000 widzów. 